# Franz Franieck
Franz H. Franieck (* 14. Juli 1800 in Karlsbad, Königreich Böhmen; † 18. Jänner 1859 ebenda) war ein österreichischer Buchdrucker und Verleger.

## Leben
Nach dem Schulbesuch in Karlsbad zog er im Alter von 16 Jahren nach Breslau, wo er das Bruckdruckgewerbe bei der Firma Grass-Barth erlernte. Nach seiner Rückkehr nach Karlsbad im Jahr 1819 übernahmen er und seine Mutter Johanna Fanieck die Leitung der Buchdruckerei in Karlsbad, die bereits 1788 von seinem Vater Franz Franieck gegründet worden war.
Im Jahr 1821 gab es in Karlsbad eine große Überschwemmung der Teplá, die seiner Buchdruckerei einen hohen finanziellen Schaden zufügte. Die Situation wurde durch eine Familientragödie verschärft, als Franiecks Frau und drei Kinder nach sechsjähriger Ehe starben. 1831 heiratete er erneut. Nach dem Tod seiner Mutter 1833 übernahm er mit seinem Bruder Karl Franieck die Firma und führte sie nun unter dem Namen Gebrüder Franieck weiter. Die Firma existierte bis zum Kriegsende 1945.
Der Grabstein von Franz Franieck hat sich bis heute in den sogenannten Mozart-Obstgärten erhalten.

## Ehrungen
- In Kyselka gibt es ein Franz-Franieck-Denkmal.[1]